# Људи, је ли то могуће
Људи, је ли то могуће? једна је од најпознатијих  из преноса спортских утакмица.
Изговорио ју је коментатор Младен Делић, када је преносио квалификациону фудбалску утакмицу Југославија—Бугарска, децембра 1983. године, у Сплиту, у тренутку када је Љубомир Радановић постигао погодак за Југославију за резултат од 3:2, чиме је одвео Југославију на Европско првенство које се одржало 1984. у Француској.